# Kirysek trójpręgi
Kirysek trójpręgi (Corydoras trilineatus) – gatunek słodkowodnej ryby sumokształtnej z rodziny kiryskowatych (Callichthyidae), występującej w Ameryce Południowej. Hodowany w akwariach.

## Występowanie
Kirysek trójpręgi występuje w Brazylii, Boliwii, Kolumbii oraz Peru, w dorzeczu Amazonki oraz w rzekach Surinamu.

## Charakterystyka
Ryba osiąga do 6 cm długości, samice są większe i pełniejsze. Kirysek trójpręgi bywa często mylony z kiryskiem nakrapianym (lamparcim). Kirysek nakrapiany również posiada poziomą ciemną pręgę wzdłuż swego ciała. Gatunki różnią się układem pozostałych cętek. Cętki kiryska trójpręgiego, toporniejszego i bardziej gibkiego, układają się w siateczkę, podczas gdy u kiryska nakrapianego czarne plamki przypominają deseń sierści lamparciej. Istnieje również bardziej plamista forma kiryska trójpręgiego. Pręga kiryska trójpręgiego jest wyraźniejsza niż pręga kiryska nakrapianego.

## Warunki w akwarium
| Zalecane warunki w akwarium | Zalecane warunki w akwarium                             |
| --------------------------- | ------------------------------------------------------- |
| Zbiornik                    | podłoże piaszczyste lub drobny, zaokrąglony żwir        |
| Temperatura wody            | 21-25 °C                                                |
| Twardość wody               | 6-20°n                                                  |
| Skala pH                    | 6,0–7,2                                                 |
| Pokarm                      | żywe i mrożone larwy owadów, suchy pokarm z dna         |
| Uwagi                       | ryba przydenna, oddycha także powietrzem atmosferycznym |